# Висхідна ободова кишка людини
Висхідна ободова кишка (colon ascendens) розташована вертикально в правій бічній черевній ділянці і оточена очеревиною з трьох сторін (мезоперитонеально), брижі немає. Висхідна ободова кишка (colon ascendens) близько 20 см завдовжки.
При її переході у поперечну ободову кишку (colon transversum) утворюється правий згин ободової кишки (flexura coli dextra), який прилягає до печінки (hepar) і тому називається печінковим згином ободової кишки (flexura coli hepatica).